# Phalera
Phalera is een geslacht nachtvlinders uit de familie van de tandvlinders (Notodontidae).
De wetenschappelijke naam komt van het Oudgrieks φάληρος, phalēros (met een witte vlek) en verwijst naar de witte vlek bij de apex op de voorvleugels.

## Soorten
- Phalera acutoides Holloway, 1983
- Phalera alaya Nakamura, 1974
- Phalera albizziae Mell, 1931
- Phalera albocalceolata (Bryk, 1950)
- Phalera alpherakyi Leech, 1898
- Phalera amboinae (Felder, 1861)
- Phalera angustipennis Matsumura, 1919
- Phalera argenteolepis Schintlmeister, 1997
- Phalera assimilis (Bremer et Grey, 1852)
- Phalera atrata Grünberg, 1907
- Phalera banksi Holloway, 1983
- Phalera beijingana Yang, 1978
- Phalera birmicola Bryk, 1950
- Phalera bobi Swinhoe, 1885
- Phalera bucephala (Linnaeus, 1758)
- Phalera bucephalina (Staudinger et Rebel, 1901)
- Phalera bucephaloides (Ochsenheimer, 1810)
- Phalera cihuai Yang, 1978
- Phalera combusta (Walker, 1855)
- Phalera cossioides Walker, 1863
- Phalera eminens Schintlmeister, 1997
- Phalera erconvalda (Schaus, ?1928)
- Phalera flavescens (Bremer et Gery, 1852)
- Phalera formisicola Matsumura, 1934
- Phalera fuscescens Butler, 1881
- Phalera goniophora Hampson, 1910
- Phalera grandidieranum (Viette, 1954)
- Phalera grotei Moore, 1859
- Phalera hadrian Schintlmeister, 1989
- Phalera himalayana Nakamura, 1974
- Phalera huangtiao Schintlmeister et Fang, 2001
- Phalera imitata Druce, 1896
- Phalera immaculata Yang, 1978
- Phalera javana Moore, 1859
- Phalera latipennis Butler, 1896
- Phalera lignitea Mabille, 1900
- Phalera lydenburgi Distant, 1899
- Phalera mangholda (Schaus, 1928)
- Phalera minor Nagano, 1916
- Phalera niveomaculata Kiriakoff, 1963
- Phalera obscura Wileman, 1910
- Phalera ora Schintlmeister, 1989
- Phalera ordgara Schaus, 1928
- Phalera parivala Moore, 1859
- Phalera peruda Druce, 1888
- Phalera postaurantia Rothschild, 1917
- Phalera princei Grünberg, 1909
- Phalera raya Moore, 1849
- Phalera sangana Moore, 1859
- Phalera sangana Moore, 1859
- Phalera sebrus Schintlmeister, 1989
- Phalera stigmigera Butler, 1880
- Phalera styx Holloway, 1983
- Phalera sundana Holloway, 1982
- Phalera surigaona Schaus
- Phalera takasagoensis Matsumura, 1919
- Phalera torpida Walker, 1865
- Phalera wanqu Schintlmeister et Fang, 2001